# Leskovec Toplički
Leskovec Toplički falu Horvátországban, Varasd megyében. Közigazgatásilag Varasdfürdőhöz tartozik.

## Fekvése
Varasdtól 18 km-re délkeletre, községközpontjától 7 km-re keletre, a Kemléki-hegység északi lejtőjének lábánál a Bednja jobb partján fekszik.

## Története
A település neve az ószláv "les" főnévből ered, mely erdőt jelent. Keletkezéséről nincsenek adatok. A 16. században ez a vidék puszta volt, mert a török elpusztította a Bednja völgyében fekvő falvakat. A török veszély elmúltával a török elől menekült családokat és elszegényedett nemeseket telepítettek ide. Ekkor telepedtek itt meg a falu jelentősebb családjai, a Horvat, Denžić, Debić, Čmigović, Novosel, Namesnik, Novačić, Dvekar, Slatki, Modrić, Katalenić, Knapić, Posavec és Hajduk családok ősei. A Denžićek például Boszniából, a Horvatok a csázmai káptalan birtokáról, a Modrićok Zára környékéről, a Slatkik pedig Csehországból érkeztek. 1781-től 1836-ig üveggyár működött itt, ahol több cseh bevándorló család is dolgozott. A falu 1790-ig a varasdfürdői Szent Márton plébániához tartozott, ekkor azonban a sviboveci háromkirályok plébániához csatolták. Anyakönyveit 1680-óta vezetik. 1857-ben 319 lakosa volt. 1860-ban Leskovecen 23 házat számláltak. Lakói családi szövetkezetekben éltek, akik között a földek egyenlő arányban voltak felosztva. 1901-re a házak száma már 75-re emelkedett. 1910-ben 571 lakosa volt. 1920-ig Varasd vármegye Novi Marofi járásához tartozott, majd a Szerb-Horvát Királyság része lett.
1943-ban 96 ház állt itt. 1943. szeptember 29-én szörnyű gonosztett játszódott le itt. 1943. szeptember végén partizán egységek támadták meg Varasdfürdőt, ahol a horvát helyőrségből 88 csendőrt és 59 lovas katonát ejtettek foglyul úgy, hogy a védők közül harmincat megöltek, míg a támadóknak csak három halottjuk és huszonegy sebesültjük volt. A támadás során, miután a partizánok a védők ellenállását megtörni nem tudták elvágták a vízvezetékeket és felgyújtották az épületet. Ezután a további védekezés már lehetetlen volt. A védők letették a fegyvert és fogságba estek. Ekkor azonban a hadifoglyokra vonatkozó nemzetközi egyezmény felrúgásával nyolcvan foglyot levetkőztettek, dróttal megkötöztek és kínzások közepette a Leskovec feletti körtésig kísértek. Itt a helyieket arra kényszerítették, hogy gödröt ássanak és a foglyokat minden ítélet és szóbeli közlés nélkül meggyilkolták. A Varasdfürdő melletti Hrastovecen is megöltek egy csoportot, akik menteni akarták az áldozatokat, sírjuk a falu feletti hegyekben található. Leskovec lakói a honvédő háborúból is kivették a részüket. 2001-ben a falunak 144 háza és 536 lakosa volt.

## Nevezetességei
Varasdfürdő védőinek sírja a falu feletti hegyekben. A sírhelyet ma kereszt és emléktábla, valamint emlékmű is jelzi.

## Külső hivatkozások
- Varasdfürdő hivatalos oldala